# 磷化锶
磷化锶是一种无机化合物，化学式为Sr3P2，它与同族的Ba3P2同构，但离子性更强。它属于I42d空间群，晶胞参数a=b=c=15.468 A，α=β=144.733°，γ=50.733°。

## 化学性质
磷化锶可以和水反应，放出磷化氢气体：
{\displaystyle {\mathsf {Sr_{3}P_{2}+2H_{2}O\ {\xrightarrow {\ }}\ 3Sr(OH)_{2}+2PH_{3}\uparrow }}}